# L'Homme aux mille visages (film)
Pour les articles homonymes, voir L'Homme aux mille visages.
Pour plus de détails, voir Fiche technique et Distribution.
L'Homme aux mille visages (titre original : Man of a Thousand Faces) est un film américain de Joseph Pevney, sorti en 1957.

## Synopsis
Lon Chaney naît de parents sourds-muets. Au contact de ses parents, il développe un don pour la pantomime et devient également expert du déguisement. Il se produit dans de petits spectacles où il rencontre une chanteuse nommée Cleva, qui devient sa femme.
Celle-ci se retrouve enceinte, mais elle prend peur lorsqu'elle découvre le handicap dont sont atteints ses beaux-parents. Pensant un temps que son fils est lui-même sourd, elle retrouve le chemin des planches et commence à se désintéresser de son fils. 
Lon Chaney devient par la suite un des acteurs phare des studios Universal, interprétant plus d'une centaine de personnages.

## Fiche technique
- Titre : L'Homme aux mille visages
- Titre original : Man of a Thousand Faces
- Réalisation : Joseph Pevney
- Scénario : R. Wright Campbell, Ivan Goff et Ben Roberts d'après une histoire de Ralph Wheelwright
- Production : Robert Arthur
- Société de production : Universal Pictures
- Musique : Frank Skinner
- Photographie : Russell Metty
- Montage : Ted J. Kent
- Direction artistique : Alexander Golitzen et Eric Orbom
- Décorateur de plateau : Russell A. Gausman et Julia Heron
- Costumes : Bill Thomas et Marilyn Sotto
- Pays d'origine : États-Unis
- Langue : anglais
- Format : Noir et blanc - Son : Mono (Westrex Recording System)
- Genre : Drame
- Durée : 122 minutes
- Date de sortie :
  - États-Unis : 13 août 1957 New York

## Distribution
- James Cagney : Lon Chaney
- Dorothy Malone : Cleva Creighton Chaney
- Jane Greer : Hazel Bennet Chaney
- Marjorie Rambeau : Gert
- Jim Backus : Clarence Locan
- Robert Evans : Irving Thalberg
- Celia Lovsky : Mme Chaney
- Jeanne Cagney : Carrie Chaney
- Jack Albertson : Dr. J. Wilson Shiels
- Roger Smith : Creighton Chaney à 21 ans
- Robert Lyden (en) : Creighton Chaney à 13 ans
- Rickie Sorensen : Creighton Chaney à 8 ans
- Dennis Rush : Creighton Chaney à 4 ans
- Nolan Leary : Pa Chaney
- Simon Scott : Carl Hastings
- Clarence Kolb : lui-même
- Danny Beck : Max Dill
- Philip Van Zandt : George Loane Tucker
- Hank Mann : un serveur
- 'Snub' Pollard : un serveur
- Troy Donahue : l'assistant du directeur à Bullpen
- Billy Curtis : Harry Earles, l'acteur nain dans The Unholy Three
- John George : un nain à Bullpen
- John Halloran : un propriétaire de saloon

## Autour du film
- L'Homme aux mille visages est une biographie de l'acteur américain Lon Chaney.

## Discographie
- Parue initialement en album 33 tours aux États-Unis, la bande originale du film Man of a Thousand Faces composée par Frank Skinner et dirigée par Joseph Gershenson a été rééditée sur CD chez Disques Cinémusique au Canada en 2012. Le programme de ce disque comprend aussi de larges extraits de la bande originale de Written on the Wind, du même compositeur. Voir la présentation en ligne.